# Anton Böhm (Politiker)
Anton Leopold Böhm (* 25. April 1907 in Wien; † 3. Jänner 1988) war ein österreichischer Politiker der FPÖ.
Böhm war gelernter Maschinenschlosser. 1963 folgte er Tassilo Broesigke auf das Mandat als Gemeinderat und Landtagsabgeordneter in Wien, als Broesigke in den Nationalrat gewählt wurde.
1981 wurde er mit dem Silbernen Verdienstzeichen des Landes Wien ausgezeichnet. Anton Leopold Böhm starb am 3. Jänner 1988 im Alter von 80 Jahren und wurde am Wiener Zentralfriedhof bestattet.